# .bw
.bw è il dominio di primo livello nazionale assegnato al Botswana.
Originariamente amministrato dall'Università del Botswana, dal 2013 è gestito dalla Botswana Communications Regulatory Authority (BOCRA).

## Domini di secondo livello
Sono disponibili i seguenti domini di secondo livello:
- ac.bw
- co.bw
- gov.bw
- net.bw
- org.bw